# Hodilău, Storojineț
Hodilău (în ucraineană Годилів, transliterat: Hodîliv) este un sat în raionul Storojineț din regiunea Cernăuți (Ucraina), depinzând administrativ de comuna Cuciurul Mare. Are 1,255 locuitori, preponderent ucraineni.
Satul este situat la o altitudine de 232 metri, în partea de centru-nord a raionului Storojineț.

## Istorie
Localitatea Hodilău a făcut parte încă de la înființare din regiunea istorică Bucovina a Principatului Moldovei.
După anexarea Bucovinei de către Imperiul Habsburgic în anul 1775, localitatea Hodilău a făcut parte din Ducatul Bucovinei, guvernat de către austrieci. După Unirea Bucovinei cu România la 28 noiembrie 1918, satul Hodilău a făcut parte din componența României, în Plasa Cosminului a județului Cernăuți. 
Ca urmare a Pactului Ribbentrop-Molotov (1939), Bucovina de Nord a fost anexată de către URSS la 28 iunie 1940, reintrând în componența României în perioada 1941-1944. Bucovina de Nord a fost reocupată de către URSS în anul 1944 și integrată în componența RSS Ucrainene. 
Începând din anul 1991, satul Hodilău face parte din raionul Storojineț al regiunii Cernăuți din cadrul Ucrainei independente. Conform recensământului din 1989, numărul locuitorilor care s-au declarat români plus moldoveni era de 31 (15+16), adică 3,09% din populația localității . În prezent, satul are 1.255 locuitori, preponderent ucraineni.

## Demografie
Componența lingvistică a localității Hodilău
     Ucraineană (95,78%)
     Rusă (2,79%)
     Română (1,2%)
     Alte limbi (0,16%)
Conform recensământului din 2001, majoritatea populației localității Hodilău era vorbitoare de ucraineană (95,78%), existând în minoritate și vorbitori de rusă (2,79%) și română (1,2%).
1989: 1.002 (recensământ)
2007: 1.255 (estimare)